# 神经递质
神經傳導物質（英語：neurotransmitter）又稱神經傳遞質、遞質，是由神經元分泌的信號分子（信息传递物质），可通過突觸影響另一個細胞；此接收信號的細胞可為另一個神經元、腺體、肌細胞。
神經遞質在神經、肌肉和感覺系統的各個角落都有分布，是動物的正常生理功能的重要一環。截止1998年，在大腦内大约有45種不同的神經遞質已被確認。

## 作用過程
用香港維港渡海泳賽事作比喻，試想像新界是突触前（presynaptic），神经递质就像泳手乘搭港鐵或其他交通工具（突触小泡；synaptic vesicle）到尖東下海（胞吐作用）；游到對面海岸前，會打開對面一道閘門，讓對岸的觀眾（如鉀離子）下水或海上其他人（如氯離子）上岸。但對岸開門後，泳手自己卻不會到中環陸上，反而繼續在維港（突触间隙；synaptic cleft）內游動，或藉由再攝取泵返回尖東。
突触前（presynaptic）神经元负责合成神经递质（一般来说，只需要简单地几步即可生物合成），并将其包裹在突触小泡（synaptic vesicle）内，在神经元发生冲动时，突触小泡在突触前神经元末梢处，通过胞吐作用，将其内递质释放到突触间隙（synaptic cleft）中。神经递质分子借由扩散作用抵达突触后（postsynaptic）细胞膜，能特异性地结合且作用于突触后神经元或效应器细胞上的受体，起到改变通道蛋白构相、激活第二信使系统等作用，进而导致突触后神经元的电位或代谢、诱发其产生一定效应。
神经递质可看作是神经元的输出工具。每一个神经元只带有一种神经递质；但最新的证据显示一个神经元含有并释放多于一种的神经传导物质。

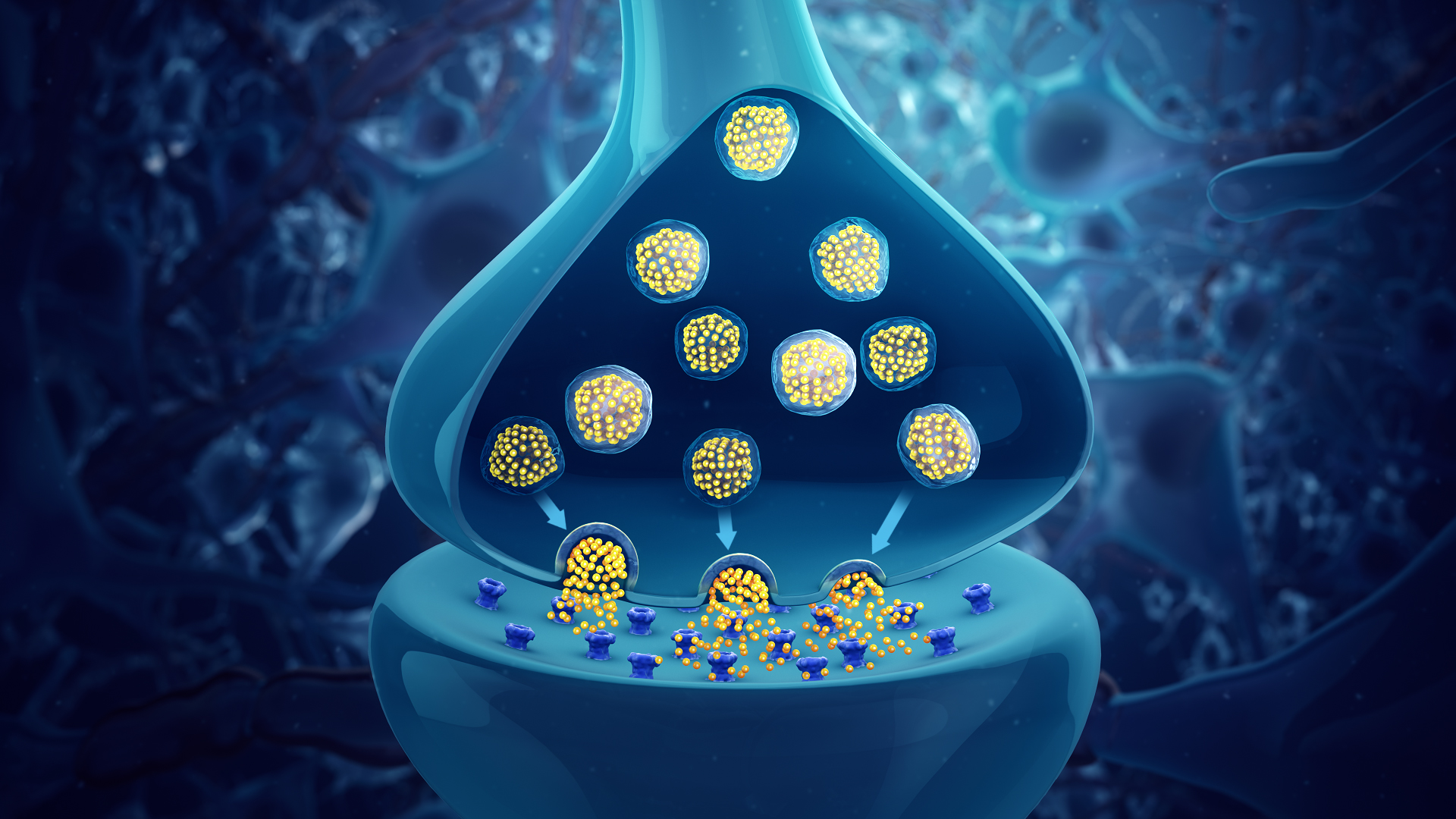
突觸小泡傳送神经递质至突触前釋出它們

同一种递质对不同的受体可能产生不同的作用。

## 分類
神經遞質的分類方式有很多，按照作用後果可分為離子型（Ionotropic）和代謝型（Metabotropic）兩類。其中離子型受體按照電位變化可分為興奮型和抑制型兩類。
主要的神經遞質：
- 氨基酸类：谷氨酸、[6]天门冬氨酸、D-丝氨酸、γ-氨基丁酸（GABA）、甘氨酸
- 氣態神經遞質类：一氧化氮（NO）、一氧化碳（CO）、硫化氢（H2S）
- 单胺类： 组胺、血清素（SER）
  - 儿茶酚胺类：多巴胺（DA）、去甲肾上腺素（NE）、肾上腺素
- 痕量胺：苯乙胺、N-甲基苯乙胺、酪胺、3-碘甲状腺原胺（英语：3-Iodothyronamine）、章胺、色胺
- 肽类： 催产素、生长抑素、P物质（英语：Substance P）、可卡因和安非他明调节的转录肽（英语：Cocaine and amphetamine regulated transcript）、阿片肽（英语：Opioid peptide）[7]
- 嘌呤：三磷酸腺苷 (ATP)、腺苷
- 其他：乙酰胆碱（ACh）、花生四烯乙醇胺等

腦與脊髓中最常見的神經遞質是谷氨酸，分布於超過90%的興奮型突觸。腦中第二常見的神經遞質是γ-氨基丁酸，分布於超過90%的抑制型且不使用谷氨酸的突觸。甘氨酸是脊髓中最常見的抑制型神經遞質。

## 功能
- 谷氨酸在突觸的量的不同形成的突觸可塑性被視為是構成記憶和學習的重要神經化學基礎。過量的谷氨酸會導致興奮毒性，引起靶细胞死亡。
- γ-氨基丁酸是許多鎮静藥物調節的基礎。
- 乙醯膽鹼是運動終板的神經遞質，箭毒的致癱瘓效果就是來自阻斷此突觸的神經遞質。 乙醯膽鹼在腦神經中也作為神經遞質，具有特異的乙醯膽鹼受體，包括菸鹼型乙醯膽鹼受體、蕈毒鹼型乙醯膽鹼受體。
- 多巴胺在腦中有多種重要功能。包括運動行為的調節，動機與情绪激發相關的快感，是獎賞系统中的重要角色。帕金森氏症與多巴胺不足有關；精神分裂症與較高水平的多巴胺有關。
- 血清素是一種单胺类神经递质，90%在肠合成，其余在中枢神经合成。调节食欲、睡眠、记忆与学习、体温、情绪、行为、肌肉收缩、心血管系統、內分泌系統等。被怀疑在抑郁症中有一定作用，一些抑郁症患者的脑脊液与脑组织中的血清素代谢产物浓度偏低。
- 物质P是一种十一氨基酸多肽，参与从某些感觉神经元向中枢神经传递痛觉。也辅助松弛血管，通过释放一氧化氮来降低血压。
- 阿片肽是痛觉通路以及脑部情绪中心的一种神经递质。某些阿片肽用作镇痛药，引起快感与欣快症。

使用特定神经递质的神经元可形成不同的系统，系统的激发会影响脑的很大部分，被称作volume transmission。主要的神经传递系统包括去甲肾上腺素系统、多巴胺系统、血清素系统、胆碱能系统。作用于这些神经递质的药物影响到整个神经传递系统，这可以解释某些药物的复杂效果。例如，可卡因阻断了突触前神经元对多巴胺的再吸收，使得这种神经递质在突触间隙中停留更长，继续与突触后靶细胞膜上的受体绑定，引起欣快情绪响应。延长暴露于过量的突触间的多巴胺，可导致可卡因生理成瘾。去除可卡因后，突触后受体绑定的多巴胺减少可导致感到沮丧。选择性血清素再吸收抑制剂阻断突触前神经元再吸收血清素，促进了内生的血清素的效用，常用于抗抑郁药。 α-甲基-对-酪氨酸（AMPT）阻止酪氨酸转化为多巴胺的前体L-多巴。 利血平阻止多巴胺存储在突触小泡中。司来吉兰（Selegiline）抑制了单胺氧化酶 (MAO)-B因而增加了多巴胺的水平。
疾病可以影响神经递质系统。例如，帕金森氏症至少部分相关于脑深部多巴胺能神经元的失效，如黑质。多巴胺的前体L-多巴常用于治疗帕金森症。
每种神经递质一旦抵达突触后细胞，必须被分解掉，以阻止进一步的兴奋或抑制信号转导（终止突触传递）。例如，乙酰胆碱被乙酰胆碱酯酶降解为乙酸与胆碱。 胆碱被突触前神经元摄取并合成乙酰胆碱。其他神经递质如多巴胺能从靶细胞扩散掉并被身体的其他部位如肾排泄，或被肝脏分解掉。

## 外部連結
- 神經傳導物質(Neurotransmitters) （页面存档备份，存于）

- Molecular Cell Biology. 4th edition.  Section 21.4: Neurotransmitters, Synapses, and Impulse Transmission （页面存档备份，存于）
- Molecular Expressions Photo Gallery: The Neurotransmitter Collection （页面存档备份，存于）
- Brain Neurotransmitters
- Endogenous Neuroactive Extracellular Signal Transducers （页面存档备份，存于）
- 醫學主題詞表（MeSH）：Neurotransmitter
- neuroscience for kids website （页面存档备份，存于）
- brain explorer website （页面存档备份，存于）
- wikibooks cellular neurobiology
- （页面存档备份，存于）